# SpVgg Bernkastel-Kues
Die SpVgg Bernkastel-Kues ist ein deutscher Fußballverein mit Sitz in der rheinland-pfälzischen Stadt Bernkastel-Kues in der gleichnamigen Verbandsgemeinde im Landkreis Bernkastel-Wittlich.

## Geschichte

### Gründung bis Nachkriegszeit
Der Verein wurde im Jahr 1920 gegründet. Nach dem Zweiten Weltkrieg wurde die erste Mannschaft zur Saison 1947/48 in die Staffel Süd der zweitklassigen Landesliga Rheinland eingegliedert. Zur Saison 1951/52 wurde die Liga dann aufgelöst und die ersten vier Vereine der Südstaffel durften in der neuen drittklassigen Amateurliga Rheinland antreten, diesen Schnitt schaffte der Verein nicht und spielt somit fortan in der 2. Amateurliga.

### Heutige Zeit
Zur Saison 2005/06 fing eine neue erste Mannschaft in der Kreisliga C Kreis Mosel an und konnte mit 56 Punkten dort auch sofort die Meisterschaft einfahren. In der Kreisliga B, konnte man mit 28 Punkten die Klasse dann auch halten. Nach der Saison 2007/08 stieg die Mannschaft jedoch wieder in die Kreisliga C ab. Die nächste Meisterschaft hier gelang dann nach der Saison 2009/10. In der darauffolgenden Saison gelang dann sogar mit Meisterschaft in der Kreisliga B, der direkte Durchmarsch. In der Kreisliga A, konnte sich die Mannschaft dann am Ende der Spielzeit 2011/12 mit 26 Punkten auch noch knapp in der Liga halten. Nach der nächsten Saison stand mit lediglich 17 Punkten dann jedoch wieder der Abstieg an. Nach der Saison 2013/14 landete man dann auch nur auf einem hinteren Tabellenplatz. Zur Saison 2014/15 schloss sich der Verein dann mit der SpVgg Mühlheim-Brauneberg zur SG Mittelmosel zusammen. Diese Spielgemeinschaft bestreitet bis heute seine Spiele in der Kreisliga B.